# 우봉 김씨
우봉 김씨(牛峰金氏)는 황해북도 금천군을 본관으로 하는 한국의 성씨이다.
시조 김오(金澳)는 신라 경순왕의 후손이며, 고려에서 시어사(侍御史자료서 공을 세워 수지의후(首知衣侯)와 우잠군(牛岑君)에 봉해졌다.

## 참고 자료
- “우봉김씨(牛峰金氏)”. 뿌리를 찾아서.[깨진 링크(과거 내용 찾기)]